# Friedrich Hermann Lütkemüller

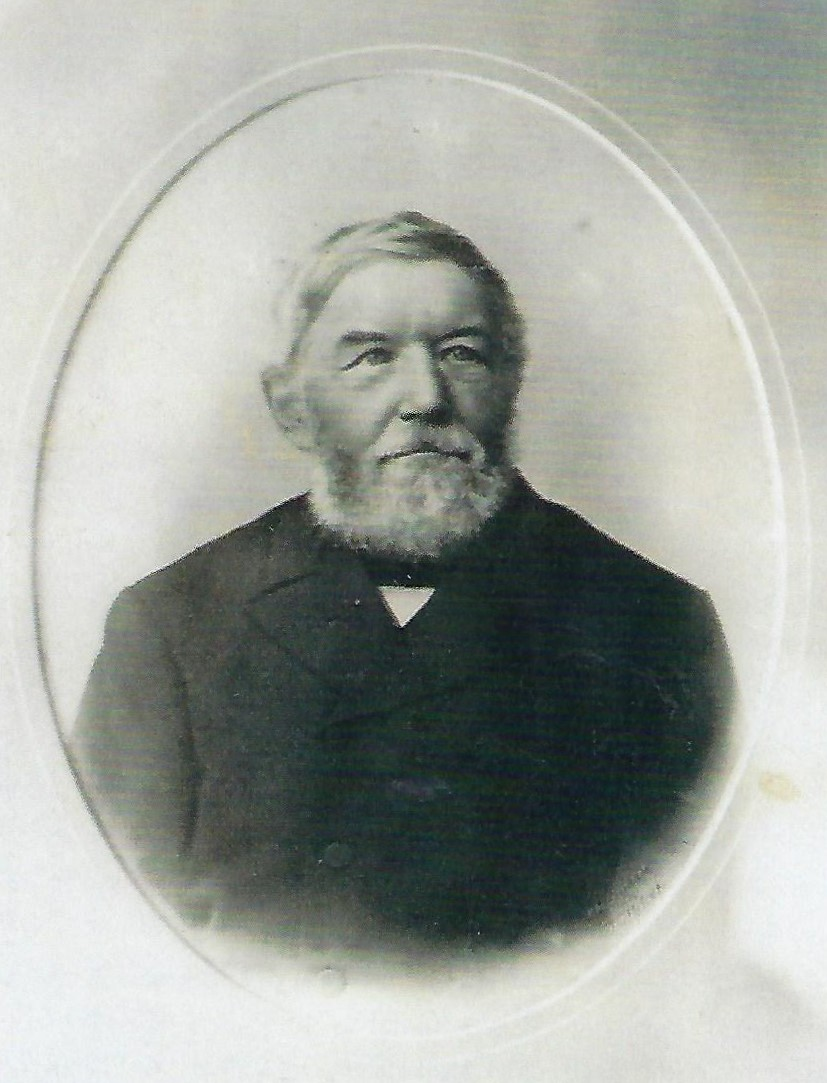
Friedrich Hermann Lütkemüller

Friedrich Hermann Lütkemüller (* 16. Februar 1815 in Papenbruch; † 19. Oktober 1897 in Wittstock/Dosse) war ein deutscher Orgelbauer.

## Leben
Friedrich Hermann Lütkemüller war ein Sohn des evangelischen Pfarrers Samuel Christoph Abraham Lütkemüller in Papenbruch bei Wittstock (Prignitz). Es war dessen erste Pfarrstelle, nachdem er fast zehn Jahre Privatsekretär bei Christoph Martin Wieland in Weimar gewesen war. Der junge Lütkemüller erlebte 1829 den Neubau einer Orgel durch Johann Friedrich Turley in Wildberg bei Neuruppin, der zweiten Pfarrstelle des Vaters. Daraufhin entstand sein Wunsch, Orgelbauer zu werden.
Lütkemüller lebte von der Gründung seiner Werkstatt 1844 bis zu seinem Tode in der nordbrandenburgischen Stadt Wittstock. 1845 heiratete er die 21-jährige Laura Marie Juliane Adelheid Tondeur aus Berlin, Tochter eines königlichen Hauptmannes hugenottischer Abstammung. Sein 1846 geborener Sohn Johannes arbeitete anfangs in der väterlichen Werkstatt, wird z. B. 1866 beim Aufbau der Sietower Orgel genannt. Er starb 1919 als Veterinärrat in Rostock. Tochter Anna, 1848 geboren, starb nach zwei Jahren. Tochter Adelaide wurde 1849 geboren, 1853 Tochter Clara, 1854 Tochter Hedwig, die nach fünf Jahren starb und 1856 Tochter Marie, die ledig blieb.
Friedrich Hermann Lütkemüller starb am 19. Oktober 1897 in Wittstock, seine Witwe Laura acht Jahre später auch in Wittstock.

### Ausbildung und Wanderschaft
Von 1830 bis 1833 absolvierte Lütkemüller eine Lehre bei dem damals 26-jährigen Johann Friedrich Turley in Treuenbrietzen. Dazu Auszüge aus seiner Autobiografie (1869):

„Im Jahre 1829 wurde in Wildburg bei Neuruppin durch Friedrich Thurley aus Treuenbritzen [!] eine Orgel aufgestellt. Derselbe mit einem Gehilfen fand gastfreie Aufnahme in meinem elterlichen Hause. Ich, in den Michaelisferien als Tertianer zu Hause, interessierte mich für den Orgelbau. Thurley wollte besondere Anlagen zum Orgelbau bei mir bemerken und redete meine Eltern zu, mich zu ihm in die Lehre zu geben. Und da die Umstände es meinen Eltern verwehrten, beide Söhne zugleich studieren zu lassen, wurde ich am Ende ernstlich darüber befragt, ob ich auch Lust hätte, die Orgelbaukunst zu erlernen. Nach sorgfältiger Überlegung und Gebet kam ich zu dem freudigen Entschluss, meinen Eltern ein Opfer zu bringen und trat vom Studium gern zurück.“

„Im März 1830 trat ich in die Lehre. Nach Verlauf von drei Jahren wurde ich zum Gehilfen gemacht, erklärte mich aber freiwillig bereit, noch das vierte Jahr umsonst als Gehilfe zu arbeiten, um meinen Prinzipal für die Lehrzeit eine Entschädigung zu gewähren.“

Anschließend ging Lütkemüller auf Wanderschaft. Zuerst machte er Station bei Carl August Buchholz in Berlin, dessen damalige dünne Auftragslage einen langen Aufenthalt nicht ermöglichten. Nach einigen Wochen bei Gottlieb Heise in Potsdam gelangte er Ende 1834 zu Eberhard Friedrich Walcker in Ludwigsburg, dessen guter Ruf bereits über die württembergische Landesgrenze reichte. Walcker war der innovativste Orgelbauer in Deutschland und Ziel vieler wandernder Orgelbauergesellen. 1837 ging Lütkemüller für ein Jahr wieder zurück in die Heimat, um seinen Militärdienst in Erfurt und Neuruppin abzuleisten. Anschließend ging er wieder zurück nach Ludwigsburg, um für weitere fünf Jahre bei Walcker zu arbeiten.
Dort erreichte er meisterhafte Fähigkeiten und konnte den über mehrere Monate abwesenden Walcker in der Leitung des Baus der Orgeln für die Kirche in St. Petersburg (1838–1840) und die Olaikirche in Reval (1840–1842) vertreten. Dazu Auszüge aus seiner Autobiografie (1869):

„Bei der Ausbildung der beiden großen Werke für St. Petersburg und für Reval schritt meine Ausbildung mehr und mehr vor, so dass während einer achtmonatigen Abwesenheit Walckers mir die Leitung ganz selbstständig anvertraut werden konnte. Intonation und Abstimmung der Revaler Orgel war schon mein Werk. Zur Aufstellung der Orgel für die S.-Olai-Kirche zu Reval ging ich mit anderen drei Gehilfen neben Herrn Walcker mit nach Reval. Die Orgel in der Olaikirche und ein achtfüßiges Werk auf dem Lande wurden in vier Monaten aufgestellt. Außerdem intonierte ich noch eine andere Orgel in Reval, die von einem einheimischen Orgelbauer Tanton repariert war und zu welchem Werke wir verschiedene neue Register mitgebracht hatten und welcher mir ganz gestattete, die ganze Stimmung auszuführen, weil ich es sicherer und besser konnte als er.“

### Eigene Werkstatt und Orgelbau

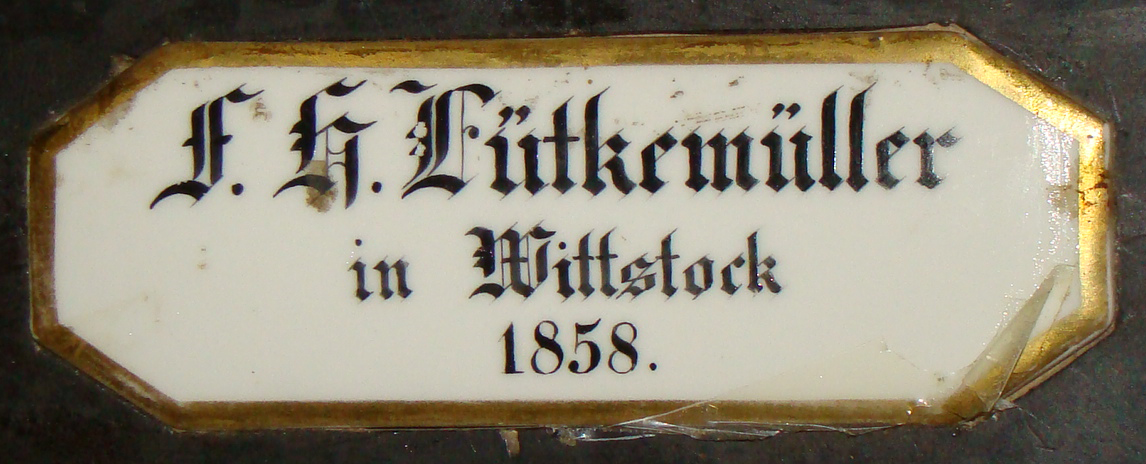
Lütkemüller-Typenschild von 1858 an der Orgel in Groß Gievitz

Durch eine Nachricht seiner Mutter erfuhr Lütkemüller 1843 von der Kirchenerneuerung in Wittstock und dem Bau einer Orgel. Er beendete seine Arbeit in Ludwigsburg, begab sich in seine Heimat und übergab dem Wittstocker Magistrat im August 1843 sein Angebot für eine neue Orgel. Im Januar 1844 erhielt er den Vertrag zum Bau einer dreimanualigen Orgel mit 44 klingenden Stimmen. Am 26. Juli 1846 wurde das Instrument revidiert und abgenommen.
Für diesen Großauftrag gründete er 1844 in Wittstock eine eigene Firma. 1848 kaufte er in der Nähe des Bahnhofes in der Eisenbahnstraße 5 ein Gebäude, das er bewohnte und neben dem er seine Werkstatt errichtete. Wie viele Mitarbeiter bei ihm arbeiteten, ist nicht bekannt.
Bereits bei seinen ersten Orgeln sind die Eindrücke und Erfahrungen der Aufenthalte bei Buchholz und Walcker sichtbar. Von Buchholz schaute er sich die Metallpfeifenherstellung mit der sehr guten Zinnarbeit ab. Bei mehrmanualigen Orgeln baute er, genau wie Walcker, freistehende mit dem Blick zum Altar gerichtete Spieltische. Neben wenigen drei- und zweimanualigen Orgeln baute Lutkemüller überwiegend einmanualige Instrumente mit mechanischen Schleifladen. 1850 notierte er:

„Mein Geschäft, welches nach bescheidenen Ansprüchen so gut im Gange war, liegt in Hinsicht neuer Bestellungen ganz darnieder und ich sehe nicht ohne Sorge in die Zukunft.“

1869 schrieb Friedrich Hermann Lütkemüller in seiner Autobiografie:

„Und so habe ich durch Gottes Gnade bis heute Orgeln verschiedener Größe bis zur Zahl 109 geliefert, worunter sich die Alt-Röbler Orgel mit 24 Stimmen, Waren 22, Sandau 22, Tangermünde St. Stephan mit 32, Gnoyen mit 24, Seehausen/Altmark 44 und Güstrow Domorgel mit 37 Stimmen auszuführen. Neben einer großen Zahl von 6 – 10 – 12 Registern auf dem Lande. Was nun weiter werden wird, steht in Gottes Hand. Ob es mir zuteil größere Werke zu schaffen, oder ob ich fortfahren soll, kleine Werke für Landkirchen zu schaffen.“

Bekanntester Schüler wurde Albert Hollenbach, der sechs Jahre bei Lütkemüller lernte und arbeitete. Dieser machte sich 1878 in Neuruppin selbstständig. Von der Firmengründung 1844 bis zu seinem Tode 1897 war Lütkemüller im Nordwesten Brandenburgs, in Mecklenburg und in der preußischen Provinz Sachsen tätig. Sein Schaffen wird auf etwa 200 neue Orgeln geschätzt.
Er ist auch Erfinder einer Doppeltraktur, für die er 1880 ein Patent erhielt. Der Prototyp dieser sogenannten Patentorgel wurde nur zweimal gebaut und steht seit 1863 in Marwitz bei Velten und ist erhalten. Die 1882 in Sydow gebaute Patentorgel ist nicht mehr erhalten.
Am 11. Februar 1894 ist in der Leipziger Zeitschrift für Instrumentenbau zu lesen:

„Es dürfte die Fachkreise wohl interessieren, daß der Orgelbaumeister Herr Lüdkemüller aus Wittstock in Mecklenburg vor Kurzem sein 50 jähriges Meisterjubiläum in großer Rüstigkeit beging. Seine Arbeitskraft ist aber trotz des Alters noch nicht erlahmt. Noch heute arbeitet dieser Altmeister mit gleichem Geschick, reist als hoher Siebziger noch zur Revision der ihm unterstellten Orgelwerke und vollendet demnächst wieder vier Orgeln.“

## Werkliste (Auswahl)
Friedrich Hermann Lütkemüller baute zahlreiche Orgeln, vor allem in der nördlichen Mark Brandenburg, aber auch in Mecklenburg und an weiteren Orten. Etwa 140 Instrumente sind in Deutschland in größeren oder kleineren Teilen erhalten. Nicht mehr vorhandene Orgeln sind kursiv gesetzt.

### Orgelneubauten
| Jahr      | Opus | Ort                                         | Kirche                       | Bild       | Manuale | Register | Bemerkungen |
| --------- | ---- | ------------------------------------------- | ---------------------------- | ---------- | ------- | -------- | --- |
| 1838–1840 | ohne | St. Petersburg                              | St. Petri                    |            |         |          | Mitarbeit bei E. F. Walcker, um 1934 zerstört |
| 1840–1842 | ohne | Reval, heute Tallinn, Estland               | Olaikirche                   |            |         |          | Mitarbeit bei E. F. Walcker (op. 34), selbstständig Intonation und Abstimmung – Orgel                                                                                       |
| 1842      | ohne | Ort bei Reval                               | Dorfkirche                   |            | I       | 8?       | Aufstellung einer achtfüßigen Walcker-Orgel |
| 1844      | 1    | Königsberg bei Wittstock                    | Ev. Kirche                   |            | I/P     | 8        | erhalten |
| 1844–1846 | 2    | Wittstock/Dosse                             | St. Marien                   |            | III/P   | 44       | durch Zentralheizung in der Kirche seit 1927 beschädigt, 1935 Neubau durch Schuke im Lütkemüller-Gehäuse und mit einigen Pfeifen, 1945 viele Pfeifen gestohlen, restauriert |
| 1847      |      | Flecken Zechlin                             | Ev. Kirche                   |            | I/P     | 11       | ersetzt 1903 durch Albert Hollenbach |
| 1847      |      | Pollitz, Altmark                            | Dorfkirche                   |            | I/P     | 9        | später größere Umbauten |
| 1848      |      | Rhinow                                      | Stadtkirche                  |            | I/P     | 11       | 1907 Neubau durch Schuke mit Pfeifen und in Gehäuse von Lütkemüller (II/P, 17), 2002 Generalinstandsetzung                                                                  |
| 1848      |      | Retzow bei Nauen                            | Dorfkirche                   |            | I/P     | 8        | später Umbauten |
| 1848      |      | Kriele bei Friesack                         | Dorfkirche                   |            | I/p     | 6        | später größere Umbauten |
| 1848      |      | Gülpe bei Rhinow                            | Dorfkirche                   |            | I/p     | 6        | erhalten |
| 1850      |      | Kraatz bei Gransee                          | Dorfkirche                   |            | I/p     | 6        | erhalten |
| 1850      |      | Kötzlin bei Kyritz                          | Dorfkirche                   |            | I/p     | 6        | erhalten |
| 1852      |      | Barsikow                                    | Dorfkirche                   |            | I/p     | 6        | später umgebaut |
| 1852      |      | Bendelin                                    | Dorfkirche Bendelin          |            | I/P     | 8        | erhalten |
| 1852      |      | Schönermark bei Gransee                     | Dorfkirche                   |            | I/p     | 6        | erhalten |
| 1853      |      | Damelack bei Havelberg                      | Dorfkirche                   |            | I/p     | 6        | später umgebaut |
| 1853      |      | Garz bei Fehrbellin                         | Dorfkirche                   |            | I/p     | 8        | erhalten |
| 1853      |      | Löwenberg                                   | Dorfkirche                   |            | I/p     | 8        | später verändert |
| 1853–1855 |      | Satow, Mecklenburg                          | Dorfkirche                   |            | I/p     | 6        | 1998 Generalüberholung durch Joachim Euler, 2008 Restaurierung durch Mecklenburger Orgelbau                                                                                 |
| 1853      |      | Staffelde bei Kremmen                       | Dorfkirche                   |            | I/p     | 4        | später umgebaut |
| 1854      |      | Putlitz                                     | Stadtpfarrkirche St. Nikolai |            | I/P     | 10       | 650 Thaler Versicherungssumme damals; später umgebaut, 2012 in einem ersten Abschnitt repariert                                                                             |
| 1854      |      | Wansdorf bei Velten                         | Dorfkirche                   |            | I/P     | 7        | erhalten |
| 1854      |      | Ludorf                                      | Dorfkirche                   |            | I       | 4        | ohne Pedal, Restaurierung 2005 durch Tobias Schramm |
| 1855      |      | Gottberg bei Neuruppin                      | Dorfkirche                   |            | I/P     | 8        | später nach Lüchfeld umgesetzt, erhalten |
| 1855      |      | Quitzöbel bei Havelberg                     | Dorfkirche                   |            | I/P     | 8        | erhalten |
| 1856      |      | Wittstock                                   | Heilig-Geist-Kirche          |            | I/p     | 6        | 1956 in die Dorfkirche Gadow mit I/P, 7, 2001 in das Mecklenburgische Orgelmuseum Malchow umgesetzt, restauriert. 2013 wieder nach Gadow zurück.                            |
| 1856      |      | Stechow bei Rathenow                        | Dorfkirche                   |            | I/P     | 7        | später umgebaut |
| 1856      |      | Waren, Mecklenburg                          | Georgenkirche                |            | II/P    | 22       | später Umbauten auf II/P, 26 |
| 1856      |      | Wuthenow                                    | Schinkelkirche               |            | I/p     | 6        | erhalten |
| 1856      |      | Radensleben                                 | Dorfkirche                   |            | I/P     | 8        | in Gehäuse von Christian Kreynow aus Neustadt/Dosse (1709), Prospekt 2022 überarbeitet                                                                                      |
| 1857      |      | Nechlin bei Rathenow                        | Dorfkirche                   |            | I/P     | 8        | erhalten |
| 1857      |      | Bechlin bei Neuruppin                       | Dorfkirche Bechlin           |            | I/p     | 12       | 1957 restauriert, 2019 erneut restauriert von Matthias Beckmann |
| 1858      |      | Rüthnick                                    | Dorfkirche                   |            |         |          | Kosten damals 600 Taler; nur Fragmente erhalten. |
| 1858      |      | Jabel                                       | Dorfkirche                   |            | I/P     | 6        | 2000 Generalüberholung durch Friedrich Drese und Uwe Sodemann |
| 1858      |      | Groß Gievitz                                | Dorfkirche                   |            | I/P     | 7        | später umgebaut, erhalten |
| 1858      |      | Badingen bei Gransee                        | Dorfkirche                   |            | I/p     | 8        | erhalten |
| 1858      |      | Buckow                                      | Dorfkirche                   |            | I/P     | 8        | erhalten |
| 1858      |      | Lögow bei Wusterhausen                      | Dorfkirche                   |            | I/p     | 6        | später umgebaut |
| 1859      |      | Gnoien, Mecklenburg                         | Marienkirche                 |            | II/P    | 24       | 1891 von Lütkemüller selbst umgebaut; Restaurierung 2004 durch Schuke |
| 1859      |      | Groß Methling bei Dargun, Mecklenburg       | Dorfkirche                   |            | I/P     | 7        | 1892 Umsetzung in die neugebaute Kirche |
| 1859      |      | Steckelsdorf bei Rathenow                   | Dorfkirche                   |            | I/P     | 8        | erhalten |
| 1859      |      | Woosten                                     | Dorfkirche                   | Dorfkirche | I/P     | 7        | Restaurierung 2016 durch Gottfried Schmidt →Orgel |
| 1859      |      | Großderschau bei Rhinow                     | Dorfkirche                   |            | I/P     | 8        | erhalten |
| 1860      |      | Dargun, Mecklenburg                         | Stadtkirche                  |            | I/P     | 10       | erhalten |
| 1860      |      | Kirch Grubenhagen                           | Dorfkirche                   |            | I/P     | 10       | 2009 Restaurierung durch Mecklenburger Orgelbau |
| 1860      |      | Wredenhagen, Mecklenburg                    | Dorfkirche                   |            | I/P     | 10       | erhalten |
| 1860/1861 |      | Teetz bei Kyritz                            | Dorfkirche                   |            | I/P     | 8        | Die Orgel wurde von 1999 bis 2010 in der Nikolaikirche (Berlin) als Konzertorgel genutzt, wurde 2010 wieder in Teetz aufgebaut. →Orgel                                      |
| 1861      |      | Kessin, Mecklenburg                         | St. Godehard                 |            | II/P    | 11       | Vollendung der 1858 begonnenen Orgel von Heinrich Rasche von 1858, die dieser altersbedingt aufgeben musste, erhalten → Orgel                                               |
| 1861      |      | Stavenhagen, Mecklenburg                    | Stadtkirche                  |            | II/P    | 11       | 2009 bis 2011 technische Restaurierung und Rekonstruktion durch Mecklenburger Orgelbau                                                                                      |
| 1861      |      | Rohlsdorf bei Perleberg                     | Dorfkirche                   |            | I/P     | 7        | erhalten |
| 1861      |      | Schwarzholz bei Havelberg                   | Dorfkirche                   |            | I/P     | 9        | erhalten |
| 1862      |      | Demerthin bei Kyritz                        | Dorfkirche                   |            | I/P     | 7        | erhalten |
| 1862      |      | Garz bei Groß Welle                         | Dorfkirche                   |            | I/P     | 7        | |
| 1862      |      | Krampfer bei Perleberg                      | Dorfkirche                   |            | I/P     | 7        | erhalten |
| 1862      |      | Kuhz, Uckermark                             | Dorfkirche                   |            | I/P     | 7        | restauriert |
| 1862      |      | Tacken bei Putlitz                          | Dorfkirche                   |            | I/P     | 7        | erhalten |
| 1862      |      | Volkenshagen                                | Dorfkirche                   |            | I/P     | 9        | Umbau 1930 durch Christian Börger, Generalinstandsetzung 2005 durch Mecklenburger Orgelbau → Orgel                                                                          |
| 1862      |      | Vilz                                        | Dorfkirche                   |            | I/P     | 7        | [ 34 ] |
| 1863      |      | Marwitz                                     | Dorfkirche                   |            | I/P     | 11       | Patentorgel, erhalten |
| 1863      |      | Behren-Lübchin                              | Dorfkirche                   |            | I/P     | 7        | [ 35 ] [ 36 ] |
| 1863      |      | Groß Dratow bei Waren                       | Dorfkirche                   |            | I/P     | 7        | → Orgel |
| 1863      |      | Klein Gottschow bei Perleberg               | Dorfkirche                   |            | I/P     | 7        | |
| 1863      |      | Haßleben, Uckermark                         | Dorfkirche                   |            | I/P     | 8        | teilweise erhalten |
| 1864      |      | Borgfeld                                    | Dorfkirche                   |            | I/P     | 7        | 1979 umgesetzt in die Marienkapelle der Stadtkirche Malchin, 2001 durch Orgelbau E. Groß restauriert → Orgel                                                                |
| 1864      |      | Gulow                                       | Dorfkirche                   |            | I/P     | 7        | |
| 1864      |      | Groß Lüben                                  | Dorfkirche                   |            | I/P     | 7        | umgesetzt nach Klein Lüben |
| 1864      |      | Stölln bei Rhinow                           | Dorfkirche Stölln            |            | I/P     | 8        | Für den Einbau der Orgel wurde 1864 die Decke der Dorfkirche etwas erhöht, 1993 Restaurierung durch Wolter.                                                                 |
| 1865      |      | Manker bei Fehrbellin                       | Dorfkirche                   |            | I/P     | 10       | fünfteiliger Prospekt |
| 1865      |      | Brudersdorf, Mecklenburg                    | Dorfkirche                   |            | I/P     | 9        | 2009 Restaurierung |
| 1865      |      | Vipperow, Mecklenburg                       | Dorfkirche                   |            | I/P     | 7        | 2010 Generalinstandsetzung durch Mecklenburger Orgelbau |
| 1865      |      | Brunne bei Fehrbellin                       | Dorfkirche                   |            | I/P     | 9        | 1893 von Albert Hollenbach repariert → Orgel |
| 1865      |      | Wulkau bei Havelberg                        | Dorfkirche Wulkau            |            | I/P     | 11       | erhalten |
| 1866      |      | Sietow, Mecklenburg                         | Dorfkirche                   |            | I/P     | 9        | [ 45 ] |
| 1866      |      | Wasdow, Mecklenburg                         | Dorfkirche                   |            | I       | 3 (4)    | Restaurierung 2001 durch Mecklenburger Orgelbau |
| 1867      | 100  | Seehausen, Altmark                          | St. Petri (Seehausen)        |            | III/P   | 44       | größte erhaltene Orgel Lütkemüllers und einzige mit Schwellwerk, größte Orgel der Altmark; 1999–2014 restauriert durch Schuke                                               |
| 1868      | 103  | Güstrow                                     | Dom                          |            | III/P   | 37       | 1984–1986 Restaurierung durch Jehmlich – Orgel |
| 1868      |      | Giesendorf, Prignitz                        | Dorfkirche                   |            | I/P     | 7        | erhalten |
| 1868      |      | Grabow, Prignitz                            | Dorfkirche                   |            | I/P     | 7        | erhalten |
| 1868      |      | Zaatzke                                     | Dorfkirche                   |            | I/p     | 6        | erhalten |
| 1868      |      | Zempow                                      | Dorfkirche                   |            | I/P     | 9        | erhalten |
| 1869      |      | Germendorf bei Oranienburg                  | Dorfkirche                   |            | I/P     | 9        | erhalten |
| 1869      |      | Hohen Wangelin, Mecklenburg                 | Dorfkirche                   |            | I/P     | 7        | Prospektpfeifen 2009 aus Kirche Grubenhagen übernommen |
| 1869      |      | Stöffin bei Neuruppin                       | Dorfkirche                   |            | I/P     | 5        | erhalten |
| 1869      |      | Glienicke bei Wittstock                     | Dorfkirche                   |            | I       | 4        | erhalten |
| 1869      |      | Jabel                                       | Dorfkirche                   |            | I       | 4        | erhalten |
| 1869      |      | Kuhlhausen bei Havelberg                    | Dorfkirche                   |            | I/P     | 8        | erhalten |
| 1869      |      | Warnau bei Havelberg                        | Dorfkirche                   |            | I/P     | 8        | erhalten |
| 1870      |      | Heiligengrabe                               | Dorfkirche Glienicke         |            | I       | 4        | erhalten |
| 1870      |      | Poppentin                                   | Dorfkirche                   |            | I/P     | 7        | erhalten |
| 1871      |      | Alt Schwerin                                | Dorfkirche                   |            | I/AP    | 4        | 1945 total demoliert, 1995 Ersatz durch Friese (III)-Orgel aus Boitin |
| 1871      |      | Brunow, Mecklenburg                         | Dorfkirche                   |            | I/P     | 7        | 1999 Generalreparatur durch Mecklenburger Orgelbau |
| 1871      |      | Garz bei Havelberg                          | Dorfkirche                   |            | I/P     | 8        | erhalten |
| 1872      |      | Kirch Kogel, Mecklenburg                    | Dorfkirche                   |            | I/P     | 7        | restauriert → Orgel |
| 1873      |      | Klaushagen bei Boitzenburg, Uckermark       | Dorfkirche                   |            | I/P     | 7        | restauriert |
| 1873      |      | Sülten, Mecklenburg                         | Dorfkirche                   |            | I/P     | 8        | 1908 Umdisponierung durch Carl Börger |
| 1874      |      | Falkenau bei Spandau                        | Dorfkirche                   |            | I/P     | 10       | umgesetzt nach Niedernjesa bei Göttingen, einzige Lütkemüller-Orgel in Niedersachsen                                                                                        |
| 1874      |      | Seeburg bei Spandau                         | Dorfkirche                   |            | I/P     | 7        | erhalten |
| 1874      |      | Holzhausen bei Kyritz                       | Dorfkirche                   |            | I/p     | 6        | erhalten |
| 1874      |      | Ruest, Mecklenburg                          | Dorfkirche                   |            | I/P     | 7        | nicht spielbar, Pfeifen beschädigt → Orgel |
| 1874      |      | Ankershagen                                 | Dorfkirche                   |            | I/P     | 8        | 1996 Restaurierung durch Orgelbau Hüfken |
| 1875      |      | Berge bei Havelberg                         | Dorfkirche                   |            | I/P     | 8        | erhalten |
| 1875      |      | Beveringen bei Pritzwalk                    | Dorfkirche                   |            | I/P     | 7        | erhalten |
| 1875      |      | Lexow, Mecklenburg                          | Dorfkirche                   |            | I/-     | 3        | Reparatur 1992 durch Wolfgang Nußbücker |
| 1876      |      | Bantikow bei Wusterhausen                   | Dorfkirche                   |            | I/p     | 6        | erhalten |
| 1876      |      | Dubro bei Herzberg/Elster                   | Dorfkirche                   |            |         |          | erhalten |
| 1876      |      | Groß Gottschow bei Perleberg                | Dorfkirche                   |            | I/P     | 8        | erhalten |
| 1876      |      | Kletzke bei Wilsnack                        | Dorfkirche                   |            | II/P    | 11       | erhalten |
| 1877      |      | Lennewitz                                   | Dorfkirche Lennewitz         |            | I/P     | 7        | erhalten |
| 1877      |      | Glöwen bei Havelberg                        | Dorfkirche                   |            | I/P     | 9        | erhalten |
| 1877      |      | Sergleben bei Perleberg                     | Dorfkirche                   |            | I/P     | 7        | erhalten |
| 1877      |      | Vehlow bei Kyritz                           | Dorfkirche                   |            | I/P     | 7        | erhalten |
| 1877      |      | Bornsdorf bei Luckau, Niederlausitz         | Dorfkirche                   |            | I/P     | 7        | erhalten |
| um 1877 ? |      | Rückersdorf bei Finsterwalde, Niederlausitz | Dorfkirche                   |            | I/P     | 7        | Erbauungsjahr unbekannt, um 1877 zwei weitere Arbeiten in der Niederlausitz, erhalten                                                                                       |
| 1878      |      | Abbendorf bei Wilsnack                      | Dorfkirche                   |            | I/P     | 7        | erhalten |
| 1878      |      | Kampehl bei Neustadt (Dosse)                | Dorfkirche                   |            | I/P     | 6        | erhalten |
| 1878      |      | Kolrep bei Kyritz                           | Dorfkirche                   |            | I/P     | 7        | erhalten |
| 1878      |      | Postlin bei Perleberg                       | Dorfkirche                   |            | I/P     | 9        | erhalten |
| 1878      |      | Raduhn, Neumark, jetzt Raduń                | Dorfkirche                   |            | I/P     | 7        | in schlechtem Zustand oder nicht mehr erhalten |
| um 1878   |      | Senzke bei Friesack                         | Dorfkirche                   |            | I/P     | 7        | Reste erhalten |
| um 1878   |      | Neuendorf bei Altentreptow, Vorpommern      | Dorfkirche                   |            | I/p     | 4        | erhalten |
| 1879      |      | Spaatz bei Rhinow                           | Dorfkirche                   |            | I/P     | 7        | erhalten |
| 1880      |      | Garlin bei Perleberg                        | Dorfkirche                   |            | I/P     | 7        | später umgebaut |
| 1881      |      | Lohmen, Mecklenburg                         | Dorfkirche Lohmen            |            | I/P     | 12       | Restaurierung 1994 durch Dirk Steinecke → Orgel |
| 1882      |      | Zühlsdorf                                   | Dorfkirche                   |            |         |          | erhalten, aber nicht spielbar |
| 1882      |      | Mesendorf                                   | Dorfkirche                   |            |         |          | umgesetzt in das Mecklenburgischen Orgelmuseum in Malchow. |
| 1883      |      | Pinnow (Karstädt)                           | Dorfkirche                   |            | I/P     | 9        | [ 63 ] |
| 1883      |      | Kurtschlag                                  | Dorfkirche                   |            |         |          | Orgel wurde ursprünglich in Zechow gebaut, dann 1979/80 nach Groß Dölln verkauft und 1981 in Kurtschlag aufgestellt                                                         |
| 1884      |      | Klosterfelde, Barnim                        | Dorfkirche                   |            | I/P     | 9        | 1980 durchgreifend umdisponiert |
| 1884      |      | Bresch, Prignitz                            | Dorfkirche                   |            |         |          | erhalten |
| 1885      |      | Wagenitz                                    | Dorfkirche                   |            |         |          | |
| 1888      |      | Bröllin (Uckermark)                         | Dorfkirche                   |            | I/P     | 6        | erhalten, neugotischer Prospekt |
| 1890      |      | Niemerlang                                  | Dorfkirche                   |            |         |          | |
| 1890      |      | Gutow                                       | Dorfkirche Badendiek         |            | I/P     | 6        | Umsetzung auf den Altarplatz und Restaurierung 1999 durch Andreas Arnold (Plau am See)                                                                                      |
| 1890      |      | Siggelkow                                   | Dorfkirche Redlin            |            | I/P     | 7        | → Orgel |
| 1890      |      | Danewitz                                    | Dorfkirche                   |            | I/P     | 10       | Orgel 1982 Umsetzung in die Dorfkirche zu Berlin-Karow, original erhalten.                                                                                                  |
| 1891      |      | Sülstorf                                    | Dorfkirche Sülte             |            | I       | 4        | 1891 Aufstellung in Kraak, 1893 Westempore Sülte, 2004 Restaurierung Andreas Arnold (Plau am See) mit Umsetzung in das Kirchenschiff                                        |
| 1892      |      | Rastow                                      | Dorfkirche Kraak             |            | I/P     | 7        | Reparatur 2000 durch Heinz Hoffmann, Hamburg |
| 1892      |      | Dierberg                                    | Dorfkirche                   |            |         |          | erhalten |
| 1893      |      | Massow                                      | Dorfkirche Massow            |            | I       | 4        | Reparatur 1985 durch Hans Raatz |
| 1894      |      | Telschow (Putlitz)                          | Dorfkirche                   |            | I/P     | 9        | 1998 Restaurierung → Orgel |
| 1896      |      | Groß Linde                                  | Dorfkirche                   |            |         |          | 1992 umfassende Instandsetzung |
| 1896      |      | Basdorf                                     | Dorfkirche                   |            | I/P     | 6        | original erhalten, 2024 Restaurierung durch Mecklenburger Orgelbau A. Arnold, dabei Erweiterung um einen Subbaß 16 Fuß                                                      |

### Weitere Arbeiten
| Jahr     | Ort                  | Kirche             | Bild | Manuale | Register | Bemerkungen                                 |
| -------- | -------------------- | ------------------ | ---- | ------- | -------- | ------------------------------------------- |
| 1851     | Werben, Altmark      | St. Johannis       |      |         |          | Umbau der Wagner-Orgel                      |
| 1853     | Röbel, Mecklenburg   | St. Marien         |      | II/P    | 24       | Umbau, Restaurierung 2003–2004 durch Schuke |
| 1854     | Havelberg            | Stadtkirche        |      |         |          | Umbau                                       |
| 1858     | Tangermünde          | St. Stephan        |      |         |          | umfassender Umbau der Scherer-Orgel         |
| 1860     | Havelberg            | Dom                |      |         |          | Umbau                                       |
| 1865     | Brunne bei Neuruppin | Dorfkirche         |      |         |          | Umbau                                       |
| 1872     | Wusterhausen         | St. Peter und Paul |      |         |          | Umbau der Wagner-Orgel                      |
| 1873     | Luckau               | St. Nikolai        |      |         |          | Umbau der Donat-Orgel – Orgel               |
| 1875     | Kotzen bei Friesack  | Dorfkirche         |      |         |          | Umbau                                       |
| 1888     | Rühstädt             | Dorfkirche         |      |         |          | Umbau der Wagner-Orgel                      |
| ca. 1850 | Zollchow             | Dorfkirche         |      |         |          | Umbau                                       |

### Ungedruckte Quellen
Landeshauptarchiv Schwerin (LHAS)
- LHAS 3.2-3/1 Landeskloster/Klosteramt Dobbertin
- LHAS 5.11-2 Landtagsverhandlungen, Landtagsversammlungen, Landtagsprotokolle und Landtagsausschuß.

Landeskirchliches Archiv Schwerin (LKAS)
- LKAS, OKR Schwerin, Specialia.